# 사쿠라이촌 (가나가와현)
사쿠라이촌(일본어: 桜井村)은 일본 가나가와현 아시가라카미군에 존재했던 촌이다. 현재의 오다와라시 북부, 오다큐 오다와라선의 가야마역의 주변에 해당한다.

## 역사
- 1889년 4월 1일 - 정촌제 시행에 의해 아시가라카미군 사쿠라이촌이 성립하였다.
- 1950년 12월 18일 - 오다와라시에 편입되었다.

## 교통

### 철도
- 오다큐 전철
  - 오다와라선

## 참고 문헌
- 角川日本地名大辞典編纂委員会,『角川日本地名大辞典 神奈川県』1984, 角川書店